# Boyntonova lokomotiva

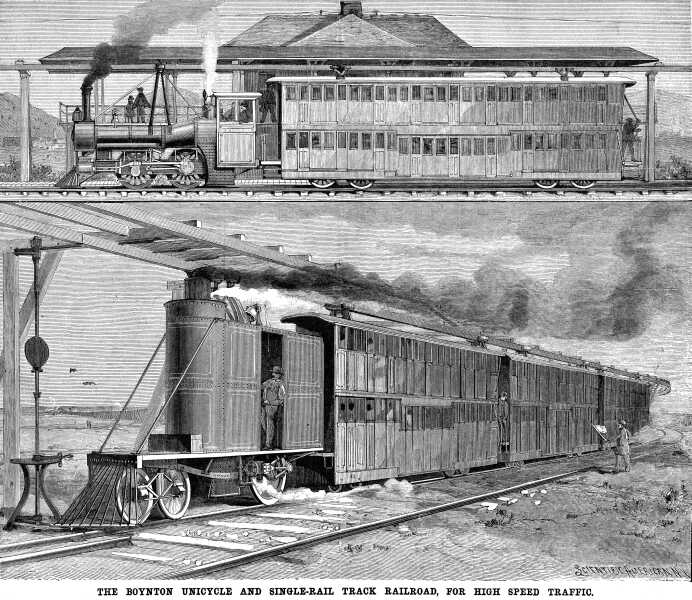
Lokomotiva s vagonem pro pouliční dráhu (nahoře) a vlak pro normální železniční provoz (dole)

Boyntonova lokomotiva byl pokus o zavedení jednokolejné parní lokomotivy, realizovaný v Brooklynu na Long Islandu v New Yorku. Lokomotiva jezdila obdobně jako bicykl na jedné nosné kolejnici na úrovni země a v rovnováze ji udržovaly dva páry malých horizontálně umístěných koleček, která se pohybovala po další, dřevěné kolejnici umístěné nad lokomotivou.
Tento vynález byl představen již v roce 1889 a nikdy neměl vliv na vývoj lokomotiv.

## Historie
Konstruktérem byl Eben Moody Boynton, který doufal, že tento koncept nahradí konvenční železniční dráhu, protože výstavba byla levnější.
Podle Scientific American z 28. března 1891 byla Boyntonova lokomotiva i s vozy použita v pravidelném a nepřetržitém provozu pro osobní dopravu během několika týdnů v létě roku 1890. Služba byla poskytována v Brooklynu na opuštěné části staré železniční tratě. První lokomotiva vážila devět tun, měla dva parní válce a hnací kolo o průměru téměř 2 m. Prostor pro strojvůdce a topiče byl patrově rozdělen: strojvůdce byl nahoře, kdežto topič dole. 
Osobní vozy byly každý dvoupatrový na výšku, každé patro bylo podélně rozděleno na devět samostatných oddílů, v každém se pohodlně usadili čtyři cestující, takže v každém voze mohlo jet 72 cestujících. Každý oddíl měl vlastní posuvné dveře a všechny dveře na stejném patře vozu byly nahoře a dole spojeny táhly s pákou, kterou mohl brzdař všechny dveře otevírat a zavírat současně.
Použila se pouze jedna kolejnice staré tratě, protože byla postavena pouze jedna vodicí kolejnice, ale šířka vozů a lokomotivy byla taková, že by k vytvoření dvoukolejné dráhy stačilo pouze postavit další vodicí kolejnici.
Úsek železnice, na kterém byl tento systém provozován, byl pouze 2 míle (3,2 km) dlouhý. Vlaky jezdily podle pravidelného jízdního řádu, 50 třívozových vlaků denně v každém směru.
Postupně vznikly nejméně čtyři různé návrhy lokomotiv pro Boyntonovu železnici, ale není jasné, kolik jich bylo skutečně postaveno. Poslední lokomotiva vážila 22 tun, byla vysoká 4,7 metru a velké kolo mělo průměr 2,35 metru.